# Баладжаева, Ханым
Ханым Баладжаева (азерб. Xanım Balacayeva; род. 28 марта 2001) — азербайджанская шахматистка, гроссмейстер среди женщин (2019). Серебряный призёр командного чемпионата Европы 2023.

## Карьера
Победитель в своей возрастной категории на VI чемпионате мира среди школьников 2010 года.
Серебряный призёр клубного Еврокубка 2017 года в составе азербайджанской команды «Odlar Yurdu».
Участница командного чемпионата Европы 2017 года в составе женской сборной Азербайджана.
Серебряный призёр командного чемпионата Европы 2023.

## Изменения рейтинга
| Графики недоступны из-за технических проблем. См. информацию на Фабрикаторе и на mediawiki.org. |